# Graphis subserpentina
Graphis subserpentina är en lavart som beskrevs av Nyl. Graphis subserpentina ingår i släktet Graphis och familjen Graphidaceae.   Inga underarter finns listade i Catalogue of Life.